# 比翼塚
比翼塚（ひよくづか）は、愛し合って死んだ男女や心中した男女、仲のよかった夫婦を一緒に葬った塚。墓。めおと塚。悲恋とともに伝わる例が多い。一緒になれなかった二人を死後、一緒に祭ったものも多く、古事記の時代から江戸時代のものまで各地に残る。
通常の墓石の形式から、それぞれの墓を寄り添うように建てる形などがある。

## 各地の比翼塚
- 木梨軽皇子と軽大娘皇女 兄妹の比翼塚（愛媛県松山市姫原　軽ノ神社付近）
- 蜂谷小太郎と紅蓮尼の比翼塚（宮城県宮城郡松島町 三聖堂）
- 平井権八と遊女小紫の比翼塚（東京都目黒区下目黒 目黒不動瀧泉寺仁王門前）
- 御番所の藩士と遊女の比翼塚（島根県松江市美保関町美保関　獅子ケ鼻からの投身自殺　享保時代）
- お七と吉三郎の比翼塚（東京都文京区 吉祥寺）
- 谷豊栄と盛紫の比翼塚（東京都荒川区 浄閑寺）
- 坂田山心中事件の男女の比翼塚（東京都府中市 多磨霊園）
- 吉野太夫と灰屋紹益の比翼塚（京都府京都市北区 常照寺）
- 三勝と半七の比翼塚（奈良県五條市 桜井寺）
- お夏と清十郎の比翼塚（兵庫県姫路市 慶雲寺）
- 心中雪解車事件（中国語版）の鳴戶と梅田末太郎の比翼塚　（台湾 台北市 三板橋共同墓地（中国語版））